# Edward Linley Sambourne
Pour les articles homonymes, voir Sambourne.
Edward Linley Sambourne (né le 4 janvier 1844 et mort le 3 août 1910) est un caricaturiste et illustrateur anglais. Il est célèbre pour sa contribution au magazine satirique Punch pendant près de quarante ans.

## Jeunesse et formation
Edward Linley Sambourne naît à Londres, le 4 janvier 1844. Il est le seul enfant du couple que forment Edward Mott Sambourne, un marchand-fourreur et Frances Linley.
Linley Sambourne fait ses études dans différentes écoles à travers l'Angleterre. Durant sa scolarité au Chester Training College, son talent pour le dessin est remarqué et il est encouragé dans cette voie. En 1860, âgé de 16 ans, Linley Sambourne s'inscrit à la South Kensington School of Art, où il ne reste cependant que quelques mois. 

## Contribution à la revue Punch
En 1861, Edward Linley Sambourne est apprenti chez John Penn & Fils, une famille d'ingénieurs maritimes de Greenwich. Son employeur remarquant son talent pour le dessin, il est transféré au bureau graphique. Sur son temps libre, Sambourne dessine des caricatures et étudie les grands dessinateurs tels que William Hogarth et Albrecht Dürer.
Introduit auprès de Mark Lemon, éditeur de Punch, il publie son premier dessin dans le magazine le 27 avril 1867. Au début employé à titre occasionnel par Lemon, Edward Linley Sambourne dessine surtout des initiales ornées. Il ne devient membre du personnel permanent qu'en 1871. Trente ans plus tard, il est nommé principal caricaturiste de la revue. 
Pour réaliser ses dessins, Sambourne s'appuie sur un important stock d'images photographiques, qu'il réalise parfois lui-même. 

## Autres œuvres
Outre ses travaux pour le magazine Punch, Sambourne a réalisé des dessins pour illustrer des ouvrages, des magazines et pour la publicité. 

## Des exemples de son travail
Exemples de sa série de caricatures publiés dans Punch en 1881 et 1882

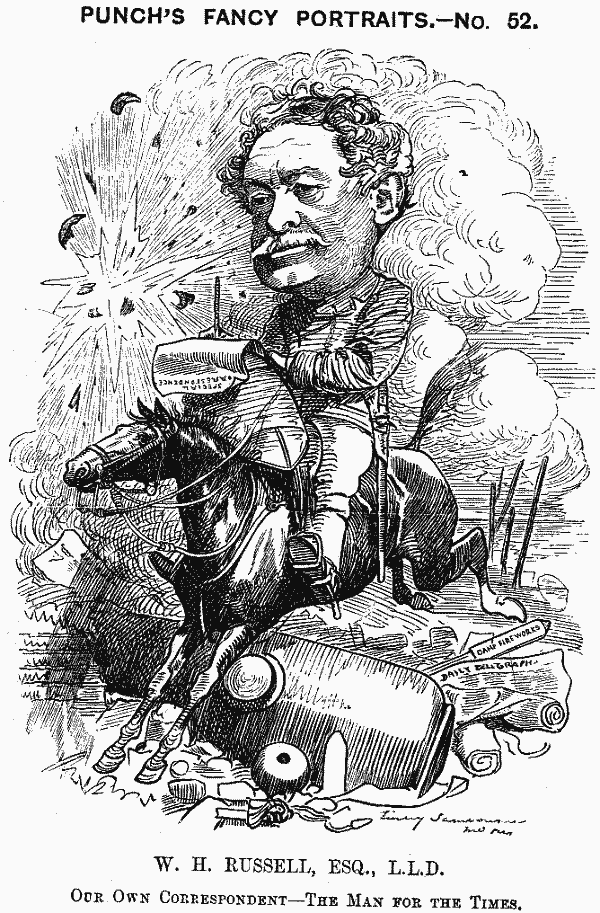
William Howard Russell
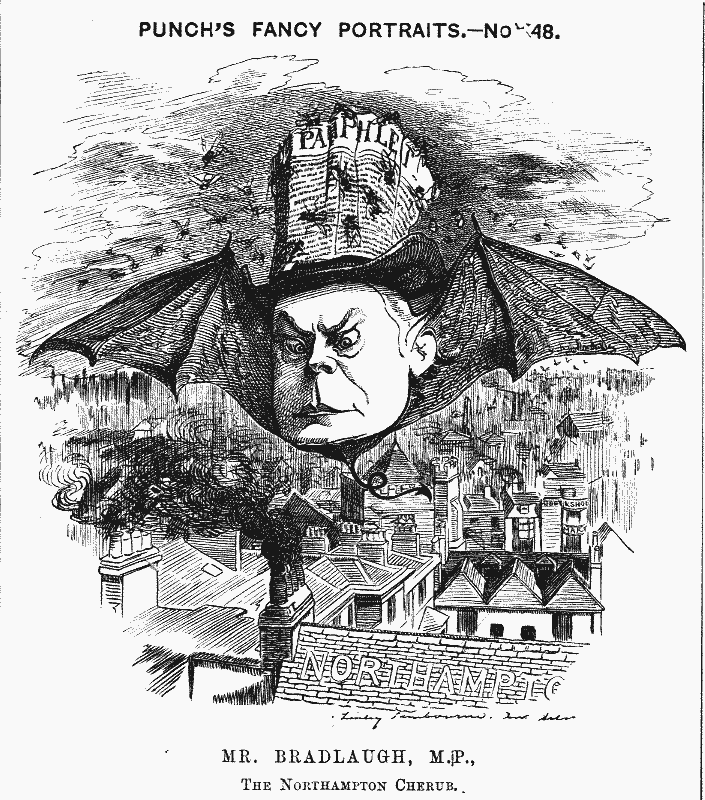
Charles Bradlaugh
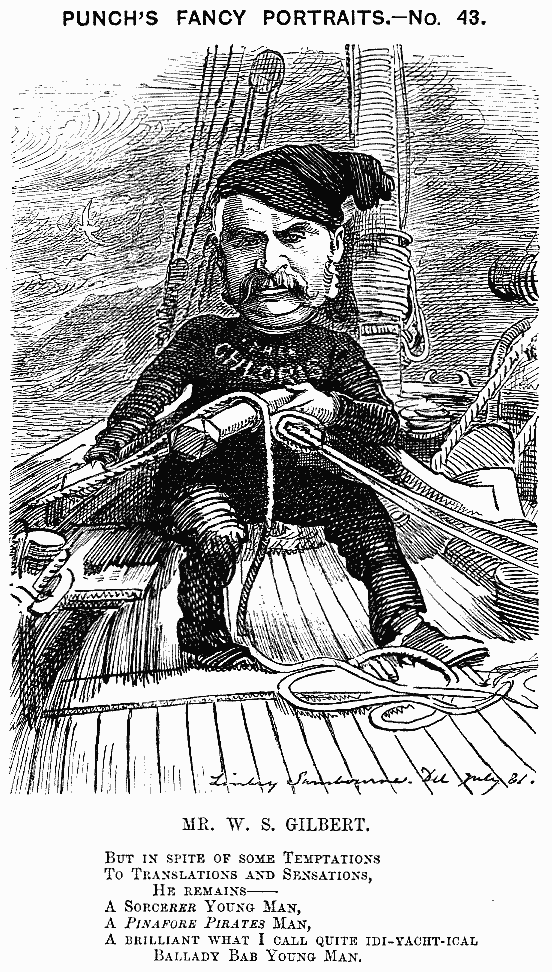
W. S. Gilbert
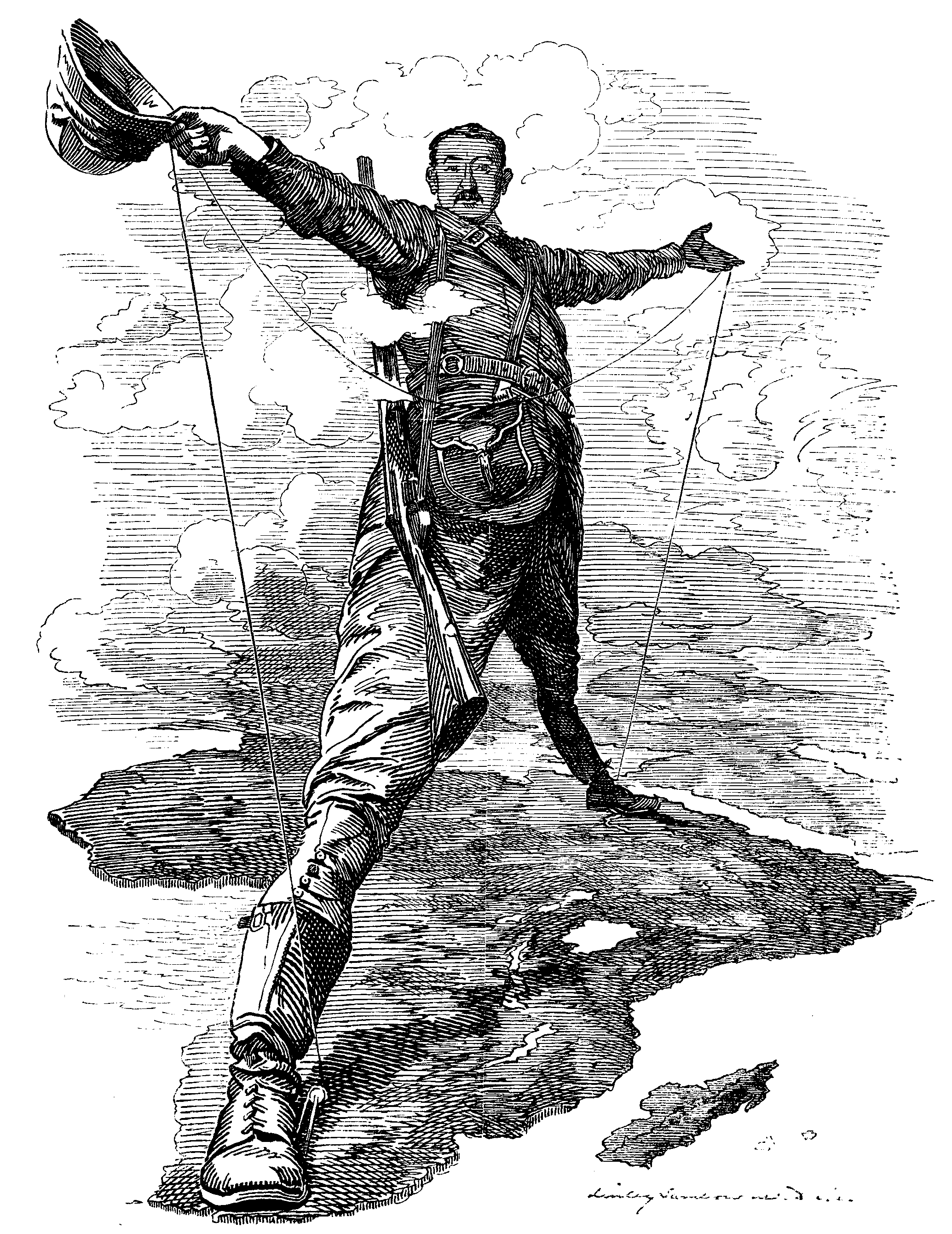
Cecil Rhodes bestriding Afrique.

## 18 Strafford Terrace
La maison de Linley Sambourne, sise au 18 Stratford Terrace à Londres, est restée inchangée depuis la mort de l'artiste. Léguée à la nation britannique par ses descendants, elle est aujourd'hui devenue un musée. Elle offre aux visiteurs l'expérience d'une demeure victorienne. 